# Iwan Vanier
Iwan Vanier (Nederlands-Indië, 11 februari 1926 – 2 maart 2006) was een Nederlandse roeier en (bonds)coach.
Vanier kwam voor de Tweede Wereldoorlog naar Nederland om in Haarlem de HBS af te maken. Na zijn diensttijd, die hem weer terug naar Indië voerde, studeerde hij af aan de Academie voor Lichamelijke Opvoeding in Amsterdam. In 1953 ging hij in Amsterdam psychologie studeren en werd hij lid van ASR Nereus.
Vanier speelde een hoofdrol in de bloeiperiode van de vijftiger en zestiger jaren als stuurman en top-coach bij ASR Nereus. Zo won hij onder andere de Varsity van 1958 en 1959. Bij de twintigste Varsity overwinning van ASR Nereus in (1958) liet hij bijna het leven door de boot vroegtijdig te verlaten. Doordat hij niet kon zwemmen belandde hij op de intensive care van een ziekenhuis.
De 21e overwinning van ASR Nereus in 1959 werd op een ingetogen manier gevierd, vanwege het plotselinge overlijden van dr. Marres (hoofdcoach en erevoorzitter van ASR Nereus). Marres wordt vlak na de wedstrijd aangereden door een motorrijder terwijl hij een weg oversteekt en overlijdt.
In 1959 behaalde Vanier met de Fehmers-vier zilver op het EK in Mâcon.
Als coach stond Vanier vooral bekend om zijn spartaanse manier van trainen. Vanier was de eerste trainer die landtrainingen gaf. Vanier is bondscoach geweest van de nationale roeiploeg van Nederland, Noorwegen, Zweden en België.
In 1990 ontving Vanier van de Nederlandse Roeibond de Erepenning in goud.